# Рябчук Микола Юрійович
Мико́ла Ю́рійович Рябчу́к (*27 вересня 1953, Луцьк) — український журналіст, публіцист, поет, прозаїк, перекладач, колумніст, лауреат Національної премії України імені Тараса Шевченка 2022 року. Почесний президент Українського ПЕН-клубу. Провідний науковий співробітник відділу політичної культури та ідеології Інституту політичних і етнонаціональних досліджень ім. І. Ф. Кураса НАН України, кандидат політичних наук (2015).

## Біографія
Закінчив Львівський політехнічний інститут (1977) за спеціальністю інженер-електромеханік та Літературний інститут ім. Горького в Москві (1988) за спеціальністю філологія.
Працював редактором, завідувачем відділу та заступником головного редактора журналу «Всесвіт», оглядачем відділу культури газети «День», відповідальним редактором часопису «Критика», науковим співробітником Інституту культурної політики та Центру європейських гуманітарних досліджень Національного університету «Києво-Могилянська академія». У 1994—1996 та 1999 роках перебував на викладацькій та дослідницькій роботах у США. З 1997 року член Асоціації українських письменників. Починаючи з 2006 року, по понеділках пише колонку в «Газеті по-українськи».
З 27 серпня 2010 року член Київської незалежної медіа-профспілки.
Опублікував кілька книжок та десятки статей в українських і зарубіжних журналах та наукових збірниках. Нарівні з літературними та культурологічними темами активно досліджує проблеми становлення національної ідентичності, формування громадянського суспільства та державонацієтворення.
У 2015 році здобув ступінь кандидата політичних наук в Інституті політичних і етнонаціональних досліджень ім. І. Ф. Кураса НАН України.
Перекладає з англійської та польської мов.

## Сім'я
- дружина Наталка Білоцерківець (1954) — поетка, перекладачка;
- дочка Анастасія (1984) — соціологиня;
- син Юрій (1988) — музикант[3].

## Нагороди
- лауреат Національної премії України імені Тараса Шевченка 2022 року за книгу «Лексикон націоналіста та інші есеї»[4]
- медаль «Bene merito» Міністра закордонних справ РП за внесок у польсько-українське порозуміння, 2009.
- нагорода Книга року за «Дві України: реальні межі, віртуальні війни», 2004
- нагорода журналу «Сучасність» за найкращі статті року, 2002
- нагорода Польсько-Української Капітули за внесок у польсько-українську співпрацю, 2002
- нагорода Фундації Антоновичів за «професійний і принциповий аналіз літературного і політичного життя сучасної України», 2003;
- нагорода «Книга року» (Київ) в одній із десяти номінацій («Політологія і соціологія») за книгу «Від Малоросії до України: парадокси запізнілого націєтворення», 2001;
- найкраща стаття року, журнал «Березіль» (Харків), 2000;
- нагорода POLCUL Foundation (Сідней/Варшава) за вагомий внесок у польсько-українське примирення, 1997;
- нагорода «Українська культура» (Київ) за найкращу статтю року, 1988;
- нагорода «Україна» (Київ) за найкращу статтю року, 1987;
- нагорода «Литературное обозрение» (Москва) за найкращу рецензію року, 1985.

## Твори

### Книги
Українською
- «Потреба слова» (1985)
- «Зима у Львові» (1989)
- «Від Малоросії до України: парадокси запізнілого націєтворення». Київ, Критика, 2000. 272 с. (завантажити)

- переклад польською: Od Małorosji do Ukrainy. — Krakow: Universitas, 2002. — 224 s. ISBN 83-242-0098-3
- переклад сербською: Od Malorusije do Ukrajine. — Beograd: Svetozar Marković, 2003. — 128 с.
- переклад французькою: De la 'Petite Russie' à l'Ukraine. Preface d'Alain Besançon. — Paris: L'Harmattan, 2003. — 256 p. ISBN 2747551342

- «Дилеми українського Фауста: громадянське суспільство і „розбудова держави“». Київ, Критика, 2000. 272 с.
- «Дві України: реальні межі, віртуальні ігри». Київ, Критика, 2003. 336 с.

- переклад польською: Dwie Ukrainy. — Wrocław: Kolegium Europy Wschodniej, 2004 ISBN 83-89185-07-5 (друге вид. — 2006).
- переклад німецькою: Die reale und die imaginierte Ukraine. — Berlin: Suhrkamp, 2005. — 176 c. ISBN 978-3-518-12418-5
- переклад угорською: A Két Ukrajna. — Budapest: Örökség Kultúrpolitikai Intézet, 2015. — 288 c. ISBN 978-6-158-01564-6

- «Деінде, тільки не тут». Львів: Класика, 2002.
- «Зона відчуження: українська олігархія між Сходом і Заходом». Київ, Критика, 2004, 223 с.
- «У ліжку зі слоном — українсько-російські асиметричні відносини: культурний аспект» (Ужгород, Ґражда, 2006)
- «Четверта свобода: вільний рух людей між Україною та Європейським Союзом — проблеми і перспективи». Київ, К.І.С., 2006. 84 с.[6]

- оригінал англійською: The European Neighbourhood Policy and Beyond: Facilitating Free Movement of People within the Framework of the EU-Ukraine 'Post-Revolutionary' Relations. OSI/LGI Paper. — Budapest, 2005. завантажити

- «Сад Меттерніха». Львів, ВНТЛ-Класика, 2008, 302 с.

- переклад польською: Ogród Metternicha. — Wrocław: Kolegium Europy Wschodniej, 2010. — 139 с.

- Улюблений пістолет пані Сімпсон: хроніка помаранчевої поразки. Київ: К.І.С., 2009, 240 с.[7]
- Постколоніальний синдром. Спостереження. Київ, К.І.С., 2011. — 288 с. ISBN 978-966-2141-66-5

- переклад польською: Ukraina: syndrom postkolonialny. — Wrocław: Kolegium Europy Wschodniej, 2015. — 256 c.

- Від «хаосу» до «стабільності»: хроніка авторитарної консолідації. Київ: К.І.С., 2012, 288 с. книга на сайті видавництва

- оригінал англійською (скорочена версія): Gleichschaltung: Authoritarian consolidation in Ukraine, 2010—2012. — Kyiv: K.I.S., 2012. — 192 p.

- Рапорт про стан культури та НУО в Україні (упорядкування та передмова, разом із Павлом Ляуфером та Андрієм Саванцем), Київ: Польський Інститут, 2013, 279 с.; завантажити

- переклад англійською: Raport on the condition of culture and NGOs in Ukraine (co-ed. with Pawel Laufer and Andriy Savanets) Lublin: Kultura Enter, 2012, 277 p.; завантажити
- переклад польською: Raport o stanie kultury i NGO w Ukrainie (wspolred. z Pawlem Lauferem i Andrijem Sawancem). Lublin: Kultura Enter, 2012, 285 s.; завантажити

- Долання амбівалентності. Дихотомія української національної ідентичності. Історичні причини та політичні наслідки. — Київ: ІПіЕНД ім. І. Ф. Кураса НАН України, 2019. — 252 с.; завантажити
- Лексикон націоналіста та інші есеї. — Львів: Видавництво Старого Лева, 2021. — 216 с.

Іншими мовами
- Ukraine on Its Meandering Path between West and East (упорядкування та вступна стаття — спільно з Андреєм Лужницьким). — Bern: Peter Lang, 2009. — 208 p. переглянути у Google Books

### Есе
- Saturday Night

### Статті, інтерв'ю
- Від Рабле до Вольтера // «Всесвіт» (Київ). — 1986. — № 9. — Стор. 152—156.
- Дискурс домінування: до проблеми українсько-російських «асиметричних» відносин // Альманах Полтавського державного педагогічного університету «Рідний край». — Випуск № 1 (22), 2010[8]
- Замість «відродження» // Збруч, 23 серпня 2013 року
- Збірка інтерв'ю з Миколою Рябчуком
- …І не морочити собі голову міфічною «Великою Україною» (епістолярне інтерв'ю). З Миколою Рябчуком мейлував Орест Друль // wordpress.com, 25 вересня 2013 року. Джерело: Збруч
- Перевинахід нації // «Критика» (Київ). — 2001. — Ч. 7-8(45-46).
- Погано не те, що в нас є політтехнологи, а те, що в нас розмита межа між політологією як наукою та політтехнологіями (розмова з М. Рябчуком) // «Своє». — 2015. — № 4(14), «Соціологія за межами університету». — Стор. 62-73.

### Оповідання
- До Чаплі на уродини // Український Центр / Література

## Інтерв'ю, промови, статті, колонка
- Дискурс домінування: до проблеми українсько-російських «асиметричних» відносин. — «Україна: культурна спадщина, національна свідомість, державність». 15/2006
- Колонка Миколи Рябчука // Газета по-українськи
- Авторська колонка. — К.: Нора-друк, 2007 (спільно з іншими колумністами)
- Західна аналітична група
- За огорожею Меттерніхового саду // Часопис «Ї», 1998
- «Треба розбудовувати не державу, а суспільство» // Поступ, 24.10.2002
- «(Без)відповідальність інтелектуалів». Промова при врученні нагороди Фундації Антоновичів // День, 21.10.2003
- Дослідження трансформації культурних практик та споживання культурних товарів і послуг у сучасному українському суспільстві. Аналітична записка М. В. Стріха, М. Ю. Рябчук, Т. В. Метельова (2005)
- Дискурс домінування: до проблеми українсько-російських «асиметричних» відносин(укр.), російською, «Форум новітньої східно-європейської історії». (ФРН) 2/2012
- Кремль досконало опанував мистецтво хуцпи // Україна-НАТО. ГФ Одеси, 19.08.2008
- [http://ua.glavred.info/archive/2008/08/28/104904-8.html%5Bнедоступне+посилання+з+липня+2019%5D «Я — український космополіт» // Главред, 28.08.2008][недоступне посилання з жовтня 2019]
- Яка двомовність нам потрібна? // УП, 15.01.2009
- Західний досвід і українська специфіка // УП, 19.01.2009
- [http://www.osvita.lviv.ua/textes/o_riabczuk.html%5Bнедоступне+посилання+з+липня+2019%5D Презентація книг Миколи Рябчука «Улюблений пістолет пані Сімпсон: хроніка помаранчевої поразки» і «Сад Меттерніха»][недоступне посилання з жовтня 2019] (15 червня 2009)
- Літературний подкаст «кабі.net», 17.06.2009
- Я за те, щоб уникати медіасистеми, яка деградує до такого ступеня // Телекритика, 6.08.2009
- «З жінкою сперечаємось про політику, з донькою — на теми світоглядні…» // Сумно, 16.01.2010
- Про масову та елітарну культуру в Україні. Відкрита зустріч-дискусія // УКУ, 17.03.2010
- Метафори зради (26.03.2010)
- Альманах Полтавського державного педагогічного університету «Рідний край», 2010
- Українська посткомуністична трансформація: між недолугою демократією та млявим авторитаризмом. Публічна лекція 7.04.2010 // Політ.UA
- Ящірки, яким шкода позбутись хвоста, позбуваються голови // Zaxid.net, 08.09.2010
- На полях українського інтеллектуального життя 23.11.2010
- Рік «реформаторів», або Повний «стабілізєц» // Zaxid.net, 7.02.2011
- Постколоніальна Україна у баченні Миколи Рябчука // Голос Америки, 15.04.2011
- Без Дикого Поля // zbruc.eu, 08.04.2013
- Сталін приклався до нашої незалежності
- Ліберальний націоналізм: contradictio in adiecto?, «Наукові записки», випуск 4-5 (72-73)

## Публікації іноземними мовами
- Статті на сайті «Еврозіну»
- Статті на сайті «Культураентер»
- They Will Not Sing 10.02.2011
- «Ein oligarchenfreundliches Regime» Die Presse 6.01.2011
- Selective Justice January 15, 2011
- On «Stability» and «Reforms» December 14, 2010
- Flawed by Design: the Local Elections in Ukraine November 8, 2010
- Playing with Rules October 13, 2010
- Re-KGBization September 23, 2010
- Новый режим в Украине: первые 200 дней 06 сентября 2010
- On the Importance of Being Candid August 14, 2010
- Yanukovych's Gleichschaltung and Ukraine's Future July 7, 2010
- Что осталось от Оранжевой Украины? 07 июля 2010
- Украинская посткоммунистическая трансформация: между дисфункциональной демократией и неконсолидированным авторитаризмом  Публічна лекція на polit.ru 1 червня 2010 (текст рос.)
- Między Europą a Eurazją. Co widzi ukraiński pisarz, gdy patrzy na Polskę? 05.05.2010
- Metaphors of betrayal 26.03.2010
- What's left of Orange Ukraine? 04.03.2010
- Ukraina to dla Polski kraj specjalny 06.01.2010
- Polska/Ukraina: emocje, stereotypy, pojednanie 03.09.2009
- Another quarrel in the post-Soviet komunalka 23.01.2009
- How I became a Czech and a Slovak 08.10.2008
- Wie ich zum Tschechen und Slowaken wurde 08.10.2008
- Hogyan lettem csehszlovák?('68 és a hokivébé) 08.10.2008
- [http://www.eurozine.com/articles/2008-09-17-riabchuk-en.htmlHow%5Bнедоступне+посилання+з+липня+2019%5D Pluralism by default Ukraine and the law of communicating vessels][недоступне посилання з жовтня 2019] 17.09.2008
- Erzwungener Pluralismus Kommunizierende Röhren in der Ukraine 17.09.2008
- Niepotrzebna stacja Czop 04.08.2007
- Bad peace vs. good war 01.06.2007
- Farewell to the cargo cult 04.05.2007
- Is the West serious about the «last European dictatorship»? 07.02.2007
- Die Ukraine am Scheideweg Ist ein Erpresserstaat reformierbar? 18.05.2005
- Возможно ли пошатнуть «шантажистское государство»?? 18.05.2005
- "Ambigua 'tara de granita': identitatea ucraineana la rascrucea dintre Vest si Est, " Altera [Bucharest], vol.9, nos.26-27 (2005)
- Ukraine: the not-so-unexpected nation 04.04.2005
- ‘A Salieri but not a Mozart’ March 1, 2005
- Mykola Riabczuk. Europejskie wyzwanie. // Wystapienie na konferencji Rady Europy z okazaji 50-lecia Europjeskiej Konwencji Kulturalnej we Wroclawiu, 9 grdudnia 2004 r.
- Ukraine: One State, Two Countries? 14.07.2003
- Die Ukraine: ein Staat, zwei Länder? 14.07.2003
- Két Ukrajna Miért Bizonytalanok az Ukránok? 14.07.2003
- Ukrainian media and society: still «not so free» 23.11.2001
- The High Wall Reconsidered 2001
- Minor literature of a major country or Between the Dniper River and D. H. Thoreau's Pond 2000
- «We'll die, not in Paris -»: New Ukrainian Poetry 1989
- The Great Famine of 1932-l933 in Ukraine: a presentation at Penn State University The elimination of a people by Mykola Riabchuk

## Критика
- [http://k-moskalets.narod.ru/krytyka/riabchuk1.htm%5Bнедоступне+посилання+з+липня+2019%5D Рябчук, саторі і література] Костянтин Москалець
- [http://litakcent.com/2008/12/26/sad-bez-ohorozh.html%5Bнедоступне+посилання+з+липня+2019%5D Роксоляна Свято: Сад без огорож][недоступне посилання з жовтня 2019]

## Громадська позиція
У червні 2018 підтримав відкритий лист діячів культури, політиків і правозахисників із закликом до світових лідерів виступити на захист ув'язненого у Росії українського режисера Олега Сенцова й інших політв'язнів.